# Wuji
El wuji (chino tradicional: 無極, chino simplificado: 无极, pinyin: wújí) es, según la filosofía china, el estado original y primigenio del universo no diferenciado, sin límites o fronteras; anterior a la existencia de algo. Sería anterior al surgimiento del taiji, la "gran polaridad", y de las dos fuerzas yin y yang.

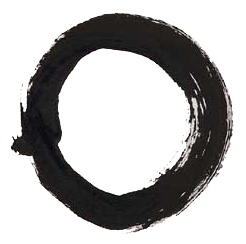
El círculo vacío en un trazo tipo sumi e simbolizando al Wuji.

Según algunas tradiciones se representa como un círculo vacío, mientras que otras consideran que, al ser equivalente a la nada (pero diferente al concepto de la Nada nihilista), y al no polo (sin polaridad), como concepto de no dualidad; realmente no se puede representar en su totalidad (de una forma similar al concepto de shuniata en el Budismo).
Se describe como un estado de calma, vacío sin límites y de completitud a la vez; donde todo está en equilibrio y sin distinción. 
En la filosofía taoísta, el Wuji se considera igualmente como el punto de origen y el estado de "no estado" al que se aspira a regresar en la búsqueda de la iluminación taoísta.